# مایکل فلتلی
مایکل رایان فلتلی (به انگلیسی: Michael Ryan Flatley) (متولد:۱۹ ژوئیه ۱۹۵۸) رقصنده، بازیگر، نویسنده، مجری معروف ایرلندی - آمریکایی است که با آثاری چون رودخانه رقص، سلطان رقص، پاهای آتشین، و ببر سلتی به شهرت جهانی دست یافته است.